# Haptorida
Ordre
Les Haptorida sont un ordre de Ciliés de la classe des Litostomatea (ou des Gymnostomatea selon certains auteurs).

## Systématique
L'ordre des Haptorida a été créé en 1974 par le protozoologiste et microbiologiste américain John Ozro Corliss (1922-2014).
Cet ordre est placé dans la classe des Litostomatea, sous-classe des Haptoria,,,,,,, ou bien dans la classe des Gymnostomatea,.

## Liste des familles
Selon le World Register of Marine Species (23 septembre 2023) :
- Acropisthiidae Foissner & Foissner, 1988
- Didiniidae Poche, 1913
- Enchelyidae Ehrenberg, 1838
- Helicoprorodontidae Small & Lynn, 1985
- Homalozoonidae Jankowski, 1980
- Lacrymariidae de Fromentel, 1876
- Pseudotrachelocercidae Song, 1990
- Spathidiidae Kahl in Doflein & Reichenow, 1929
- Tracheliidae Ehrenberg, 1838
- Trachelophyllidae Kent, 1882

Selon GBIF (23 septembre 2023)
- Acropisthiidae
- Didiniidae
- Enchelyidae
- Enchelyodontidae
- Fuscheriidae
- Helicoprorodontidae
- Homalozoonidae
- Kamburophryida
- Lagynophryidae
- Lecanophryidae
- Protohallidae

Selon The Taxonomicon (23 septembre 2023)
- Acropisthiidae Foissner & Foissner, 1988
- Actinobolinidae Kahl, 1930
- Didiniidae Poche, 1913
- Enchelyidae Ehrenberg, 1838
- Enchelyodontidae Foissner et al., 2002
- Fuscheriidae Foissner et al., 2002
- Helicoprorodontidae Small & Lynn, 1985
- Homalozoonidae Jankowski, 1980
- Lacrymariidae de Fromentel, 1876
- Pleuroplitidae Foissner, 1996
- Pseudoholophryidae Berger et al., 1984
- Pseudotrachelocercidae Song, 1990
- Spathidiidae Kahl, in Doflein & Reichenow, 1929
- Tracheliidae Ehrenberg, 1838
- Trachelophyllidae Kent, 1882

Selon l'IRMNG (23 septembre 2023) :
- Acropisthiidae Foissner & Foissner, 1988
- Actinobolinidae
- Apertospathulidae Foissner, Xu & Kreutz, 2005
- Arcuospathidiidae Foissner & Xu, 2007
- Didiniidae Poche, 1913
- Enchelyidae Ehrenberg, 1838
- Enchelyodontidae
- Fuscheriidae
- Helicoprorodontidae Small & Lynn, 1985
- Homalozoonidae Jankowski, 1980
- Kamburophryidae Foissner & Oertel, 2009
- Lacrymariidae de Fromentel, 1876
- Pleuroplitidae
- Protohallidae
- Protospathidiidae Foissner & Xu, 2006
- Pseudoholophryidae
- Pseudotrachelocercidae Song, 1990
- Spathidiidae Kahl in Doflein & Reichenow, 1929
- Tracheliidae Ehrenberg, 1838
- Trachelophyllidae Kent, 1882

Selon l'AlgaeBase (23 septembre 2023) :
- Didiniidae